# VEB Schirmfabrik Karl-Marx-Stadt

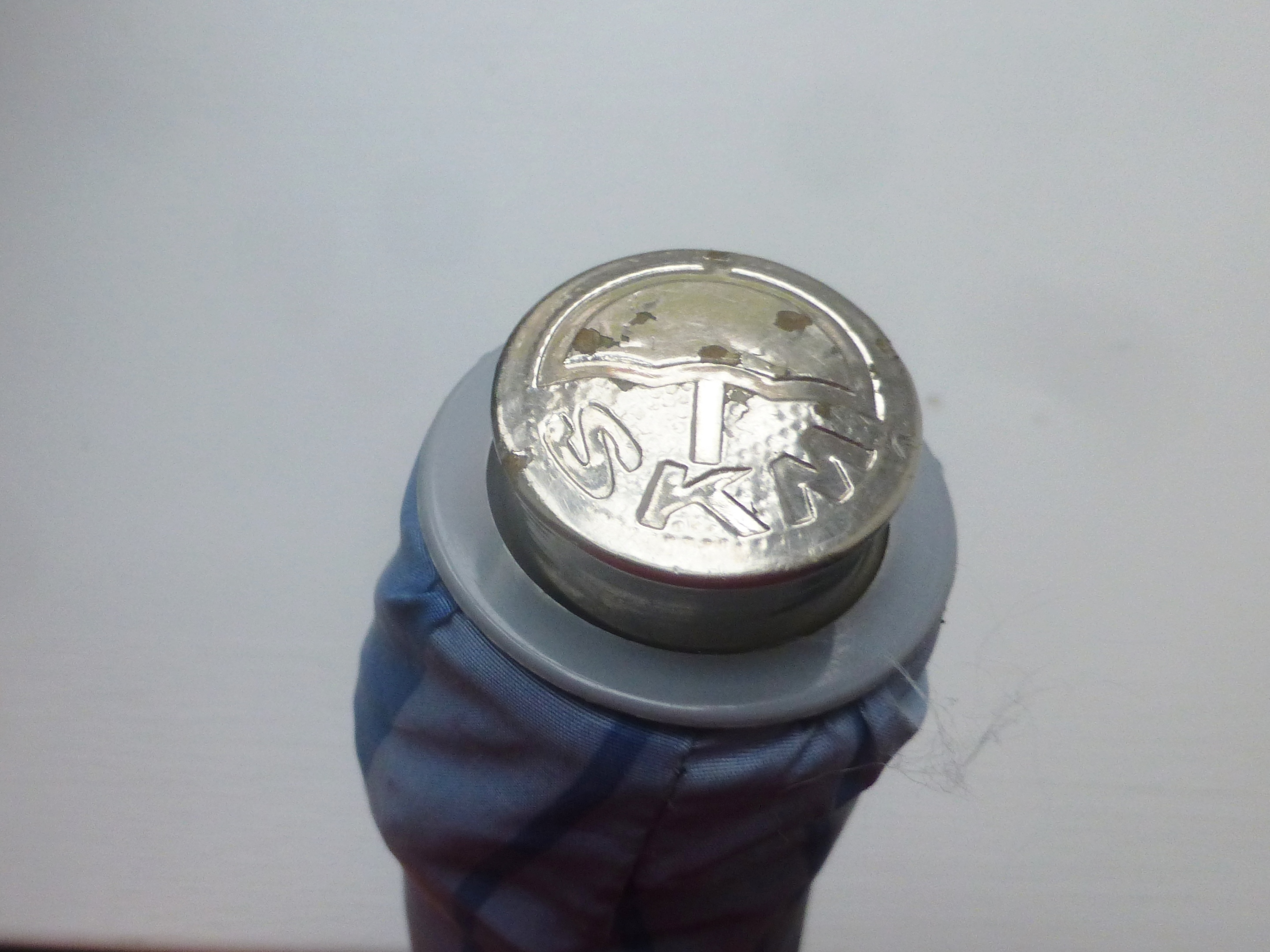
Typischer Faltschirm aus der DDR; Markenkennzeichen Schirm + SKM

Der VEB Schirmfabrik Karl-Marx-Stadt war der einzige Finalproduzent von Regenschirmen in der ehemaligen DDR.

## Geschichte
1948 beauftragte die Landesregierung Sachsen ihre Hauptabteilung Wäsche und Bekleidung in Plauen mit dem Aufbau der Schirmproduktion. Hierfür wurde die Metallwarenfabrik in Siegmar-Schönau, der VVB (Vereinigung der Volkseigenen Betriebe) Metallwaren, Land Sachsen auserwählt. Die Gründung des VEB Spezialschirme – und Metallwarenfabrik mit anfänglich 75 Mitarbeitern erfolgte ein Jahr später. 1950 betrug die Jahresproduktion ca. 13.900 Schirme.
1951 wurde die Schirmfabrik dem Verband VVB Damen-, Berufs- und Wäschekonfektion Berlin zugeordnet.  Mit der Umbenennung der Stadt Chemnitz in Karl-Marx-Stadt wurde der Betrieb zunächst in VEB Schirmfabrik Karl-Marx-Stadt in das Register der volkseigenen Wirtschaft eingetragen. Am 29. Oktober 1954 übte die Satirezeitschrift Eulenspiegel Kritik an der Qualität der Schirme mit der öffentlichen Verleihung des Miserabella-Ordens.
Der Betrieb erweiterte sich um insgesamt vier Betriebsteile. Schon 1963 wurden 1,3 Millionen Stück Schirme produziert. Für die Schirmkonfektionierung baute man 1964 zusätzlich ein Netz mit Heimarbeiter auf. Seit 1964 leitete Siegfried Stange den VEB Schirmfabrik Karl-Marx-Stadt. Im November 1972 wurde der 25millionste Schirm und der 15millionste Taschenschirm produziert. 1973 erhielt der Betrieb den Orden „Banner der Arbeit“. 1980 erfolgte die Eingliederung des VEB Schirmfabrik Karl-Marx-Stadt in das Kombinat Solidor Heiligenstadt.
Bis 1989 beschäftigte der VEB Schirmfabrik Karl-Marx-Stadt in allen Betriebsteilen ca. 650 Mitarbeiter und es wurden etwa 40 Millionen Schirme produziert. Neben dem Inlandsbedarf wurden die Schirme vornehmlich ins sozialistische Ausland exportiert. Hauptabnehmerländer waren Tschechoslowakei, Polen, Ungarn und Rumänien. Produziert wurden Damentaschenschirme, Damenstockschirme, Herrentaschenschirme, Herrenlangstockschirme, Kinderschirme und Kinderwagenschirme.
1990 erfolgte die Privatisierung als Chemnitzer Schirm GmbH mit Lizenzvertrag zur Fertigung von Koboldschirmen der Firma Kortenbach & Rauh. Die Anzahl der Beschäftigten sank auf 208 Mitarbeiter. Wegen mangelnden Absatzes kam es 1991 zur Auflösung der Partnerschaft mit der Solinger Firma. 1992 erfolgte die Liquidation der Chemnitzer Schirm GmbH.

## Betriebsteile

### Werk I Karl-Marx-Stadt (Chemnitz) – Siegmar, Zwickauer Str. 456
Betriebsdirektion, Verwaltung, Werkzeugbau und Grundfertigung

### Werk II Karl-Marx-Stadt (Chemnitz) – Ritterstraße 9
Galvanik und Gestellmontage
1961 wurde das Werk Ritterstraße in Betrieb genommen.

### Werk III Adorf/Erzg. – Burkhardsdorfer Str. 1 (Gebäude 2008 abgerissen)
Schirmkonfektion, Gestelllager und Versand, ca. 350 Mitarbeiter
1963/64 erfolgte der Umzug der Konfektion von Neukirchen nach Adorf.

### Werk IV Schwarzbach/Thüringen
Sonnenschirme

## Sortiment (bis 1990)
Damenschirm, Taschenschirm, Herrenschirm, Langstockschirm, Kinderschirm, Kinderwagenschirm, Sonnenschirm